# 王尔烈
王尔烈（1728年—1801年），字君武，号遥峰，奉天府遼陽人，清朝翰林，功诗善文。

## 生平
清雍正六年（1728年）出生，為官宦世家，自幼喜好读书，曾在千山龙泉寺就读。乾隆三十年（1765年）中举人，乾隆三十六年（1772年）中进士，殿试二甲第一名。選庶吉士，散館授翰林院編修。为官多年，历任陕西司郎中，刑部主事，甘州知府，陕西道监察御史，内阁侍读学士等職，参与编纂《四库全书》。奉旨赴千叟宴。以大理寺少卿荣归故里。
王尔烈能文善诗，书法承袭王羲之神韵。名噪乾隆嘉庆年间，被誉为“词翰书法著名当世者，清代第一人。”